# Каюмова, Нозимахон Номонжоновна
Нозимахон Номонжоновна Каюмова (узб. Nozimaxon Nomonjonovna Qayumova; род. 17 августа 1992 года, Наманганская область, Узбекистан) — узбекская легкоатлетка-паралимпиец, специализирующаяся в метании копья, член сборной Узбекистана. Двукратная олимпийская чемпионка Летних Паралимпийских играх 2016 и Летних Паралимпийских играх 2020. Двукратный призёр Чемпионата мира по лёгкой атлетике.

## Карьера
В 2007 году начала заниматься профессионально спортом. С 2016 года начала принимать участие на международных соревнованиях. На Летних Паралимпийских играх в Рио-де-Жанейро (Бразилия) выиграла золотую медаль в метании копья в категории F13 с результатом 44,58 метра, установив новый мировой рекорд. В этом же году президент Узбекистана Шавкат Мирзиёев наградил Каюмову почетным званием «Узбекистон ифтихори» («Гордость Узбекистана»).
В 2017 году на Чемпионате мира по легкой атлетике в Лондоне (Великобритания) она завоевала серебряную медаль в соревновании по метанию копья в категории F13 с результатом 41.25 м. В 2019 году на Чемпионате мира по легкой атлетике в Дубае (ОАЭ) выиграла бронзовую медаль в соревновании по метанию копья с результатом 38.86 метра. Таким образом получив лицензию на Летние Олимпийские игры 2020 года.
В 2021 году на Летних Паралимпийских играх в Токио (Япония) выиграла золотую медаль в метании копья с результатом 42.59 метра в категории F13, став двукратной олимпийской чемпионкой. В этом же году указом президента Узбекистана Шавката Мирзиёева награждена званием «Заслуженный спортсмен Республики Узбекистан».